# Jack Horsley
Jack S. Horsley, född 25 september 1951 i Salt Lake City i Utah, är en amerikansk före detta simmare.
Horsley blev olympisk bronsmedaljör på 200 meter ryggsim vid sommarspelen 1968 i Mexico City.